# Eridolius dorsator
Eridolius dorsator är en stekelart som först beskrevs av Carl Peter Thunberg 1822.  Eridolius dorsator ingår i släktet Eridolius och familjen brokparasitsteklar. Arten är reproducerande i Sverige. Inga underarter finns listade i Catalogue of Life.